# Bajrakitiyabha
La princesse Bajrakitiyabha (thaï : พัชรกิติยาภา ; prononciation en thaï : [pʰát.ɕʰā(ʔ).rá(ʔ).kì.tì.jāː.pʰāː] ; rtgs :  phatchara kitiyapha), née le 7 décembre 1978 à Bangkok, est une diplomate et membre de la famille royale thaïlandaise. Elle est la fille aînée du roi Rama X et la petite-fille du roi Rama IX et de la reine Sirikit. 

## Biographie

### Famille, jeunesse et formation
Elle obtient un doctorat de droit en 2005.

### Carrière professionnelle
La princesse Bajrakitiyabha travaille un temps à la mission diplomatique de Thaïlande à l'Organisation des Nations unies, à New York. 
En septembre 2006, elle est nommée procureure et travaille au bureau de Bangkok puis dans la province d'Udon Thani. 
Elle dirige des initiatives visant à soutenir les femmes incarcérées, notamment enceintes ou jeunes mères, à améliorer leur condition d'incarcération, et à les aider à se réintégrer dans la société,.
De 2012 à 2014, elle est ambassadrice de Thaïlande en Autriche.
Elle est l'ambassadrice de plusieurs initiatives initiées par l'ONU, notamment l'agence ONU Femmes.

## Vie privée
Le 14 décembre 2022, elle est hospitalisée après un très grave malaise cardiaque, survenu après avoir promené les chiens dans la cour du palais pour un évènement de l'armée. Son état est annoncé stable par le palais mais d'autres sources annoncent qu'elle serait en état de mort cérébrale.
En février 2024, on apprend qu'elle est toujours dans le coma, dans un état critique, et qu'il y a peu de chance qu'elle se remette un jour.
Le roi Rama X a  donné de ses nouvelles le 16 août 2025 via un communiqué du Bureau de la Maison royale indiquant que sa fille souffre d’une « infection sanguine sévère ».

Étendard de la princesse Bajrakitiyabha.